# Gabriela Orvošová
Gabriela Orvošová (28 de enero de 2001) es una voleibolista profesional checa que juega como opuesto.

## Palmarés

### Clubes
Campeonato de MEVZA:
- 2019
- 2018

Campeonato de la República Checa:
- 2019[1]
- 2018

Copa de la República Checa:
- 2019, 2020

### Selección nacional
Liga Europea:
- 2019[2]
- 2018